# Комендантов, Леонид Ефимович
Леонид Ефимович Комендантов (8 февраля 1883 ― 27 сентября 1939) ― российский и советский учёный, оториноларинголог, доктор медицинских наук, профессор, заведующий кафедрой болезней уха, горла и носа Первого Ленинградского медицинского института (1930—1939).

## Биография
Леонид Ефимович Комендантов родился 8 февраля 1883 года в селе Рыбинске Тверской губернии в семье народного учителя.
В 1900 году, завершив обучение в Рыбинской гимназии, Комендантов стал студентом Санкт-Петербургской военно-медицинской академии, обучение в которой с отличием завершил в 1907 году. Студентом, рпринимал участие в социал-демократических кружках. В 1902 году ему предъявили обвинение в принадлежности к социал-демократической организации. Был арестован и через 3,5 месяца освобождён, подпольную работу продолжил. Стал организатором и пропагандистом Петербургского Комитета большевиков на Невской ниточной мануфактуре. В 1906 году вновь арестован и только через 4 месяца был освобождён.
После окончания Академии, на протяжении 4,5 лет работал военным врачом в Симферопольском лазарете и в Варшавском Уяздовском госпитале. В это время активно изучал патол, анатомию, а позже стал совершенствоваться в саратовской клинике болезней уха, горла и носа по оториноларингологии. В 1916 году защитил диссертацию на соискание степени доктора наук на тему о патологоанатомических особенностях височной кости при рахите и их значении в патологии уха. Был назначен на должность заведующего кафедрой болезней уха, горла и носа в Пермском медицинском институте. В 1921 году в Перми организовал медицинскую клинику по специальности. 
С 1923 года работал в должности заведующего кафедрой Северокавказского университета в Ростове-на-Дону, здесь также была организована работа отдельной специальной клиники. С 1930 года трудился в должности заведующего кафедрой болезней уха, горла и носа Первого Ленинградского медицинского института.
Является автором более 90 научных работ, в основоном посвященных ототопике. Активно занимался изучением анатомии различных отделов височной кости, исследовал отосклероз, утомляемость слуха, а также процессы изменениям в височной кости при рахите и врожденном сифилисе.
Комендантов одним из первых в Советском Союзе стал изучать роль курортных факторов в лечении заболеваний уха, горла и носа. В 1939 году был выпущен его научный труд - оригинальный учебник по оториноларингологии. Активный участник медицинского сообщества, он в 1925 году организовал Общество оториноларингологов при Северокавказском университете.
Умер 27 сентября 1939 года в Ленинграде. 

Могила Комендантова на Серафимовском кладбище Санкт-Петербурга.

## Научная деятельность
Труды, монографии:
- Комендантов Л. Е. Патологоанатомические особенности височной кости при рахите и их значение в патологии уха, диссертация, Саратов, 1916;
- Комендантов Л. Е. О применении мацестинской (сероводородной) воды для терапии верхних дыхательных путей и слухового органа, Вестник рино-ляр.-отиатр., № 1, с. 1, 1928;
- Комендантов Л. Е. О слуховой функции, Журнал ушные и горловые болезни, т. 13, кн. 3, с. 301, 1936;
- Комендантов Л. Е. Процессы суммации и торможения в слуховой функции, Вестник ото-рино-ляр., № 6, с. 608, 1938;
- Комендантов Л. Е. Болезни уха, носа и горла, Л., 1939.